# پول مفت ۲: جان‌سخت
پول مفت ۲: جان‌سخت (به سوئدی: Snabba Cash II) یک فیلم سینمایی هیجان‌انگیز سوئدی محصول سال ۲۰۱۲ میلادی به کارگردانی بابک نجفی است. این فیلم ادامه قسمت قبلی خود پول مفت (۲۰۱۰) است.
بازیگران اصلی فیلم: یوئل کینامان، ماتیاس وارلا، دراگومیر موریچ و فارس فارس و درگومیر مرسیک نقش خود را به عنوان چهار جنایتکار با سابقه که در صربستان هستند، مورد تکرار قرار می‌دهند. قسمت سوم این فیلم با عنوان پول مفت ۳: زندگی لوکس در سال ۲۰۱۳ اکران شد.